# ブランコ・ファン・デン・ボーメン
ブランコ・ファン・デン・ボーメン（Branco van den Boomen、1995年7月21日 - ）は、オランダ・北ブラバント州フェルトホーフェン出身のサッカー選手。アヤックス・アムステルダム所属。ポジションはMF。

## クラブ経歴
2011年にAFCアヤックスの下部組織へ入団し、2013-14シーズンの11月11日、デ・フラーフスハップとのリーグ戦でプロデビューを飾った。プロ初ゴールはプロ通算5試合目となった1月31日のテルスター戦。
しかし、アヤックスでのトップチームデビューは叶わず、FCアイントホーフェンを経て2015年6月30日、エールディヴィジに所属していたSCヘーレンフェーンへ移籍し、3年契約を結んだ。ここでは、エールディヴィジデビューや初ゴールを挙げたものの、翌シーズンはヴィレムIIへレンタル移籍をし、レンタルバック後に古巣FCアイントホーフェンへと復帰した。
その後は3シーズンをエールステ・ディヴィジで過ごし、2020年8月7日、リーグ・ドゥへ降格したトゥールーズFCへ加入した。同クラブにおけるオランダ人はロブ・レンセンブリンク以来2人目となったものの、2021-22シーズンはリーグ戦37試合で12得点とリーグ史上最多タイに並ぶ20アシスト記録し、クラブのリーグ・アン復帰に大きく貢献。シーズン終了後のリーグ最優秀選手賞とリーグベストイレブンを受賞した。
2023年5月29日、アヤックス・アムステルダムへ4年契約で移籍することが発表された。

## タイトル

### クラブ
トゥールーズFC
- リーグ・ドゥ : 1回 (2021-22)
- クープ・ドゥ・フランス : 1回 (2022-23)

### 個人
- UNFPリーグ・ドゥ・ベストイレブン : 1回 (2021-22)
- リーグ・ドゥ最優秀選手賞 : 1回 (2021-22)3